# Мазуров, Анатолий Иванович
Анатолий Иванович Мазуров (19 июня 1938, д. Кузнечики, Тверская область) — российский учёный, инженер-исследователь, специалист в области телевизионных систем для медицины и биологии, член Российской академии медико-технических наук и Европейской академии естественных наук.

## Краткая биография
Родился 19 июня 1938 года в деревне Кузнечики Тверской области. В 1962 году окончил Ленинградский институт авиационного приборостроения (ныне - ГУАП); защитил кандидатскую диссертацию в 1972 («Исследование влияния шумов на воспроизведение полутонов рентгенотелевизионными системами»). С 1962 по 1993 — инженер, инженер-исследователь, затем начальник сектора ВНИИ Телевидения. C 11 марта 1981 года — в должности старшего научного сотрудника Института. С 1993 года — заместитель генерального директора по науке Научно-исследовательской производственной компании «Электрон» (Санкт-Петербург).
Член редакционных коллегий журналов «Медицинская техника» и «Биотехносфера».

## Общие и частные научные интересы
- Разработка теоретических основ проектирования рентгенотелевизионных систем.
- Принципы и методы цифровой рентгенологии.
- Исследование зрительного аппарата как конечного звена систем медицинской интроскопии.
- Улучшение чувствительности рентгеновских аппаратов.
- Теория расчёта коэффициента шума детекторов изображений.
- Двухканальная фотонная модель цветового зрения.

## Награды и звания
- Академик Российской академии медико-технических наук (1998).
- Академик Европейской академии естественных наук (2006).
- Медаль В. К. Рентгена.
- Золотая и серебряная медали ВДНХ.
- Медаль А. Чижевского.
- Медаль «За укрепление авторитета российской науки»[5].

## Труды
А. И. Мазуров — автор более 100 научных работ и публикаций (монографий, статей, коллективных исследований), в том числе:
- Мазуров А. И., Блинов Н. Н., Жуков Е. М., Козловский Э. Б. Телевизионные методы обработки рентгеновских и гамма-изображений. — Москва: Энергоиздат, 1982. — 63 с.[6]
- Мазуров А. И., Иванов С.А., Комяк Н.Н. Рентгенотелевизионные методы исследования микроструктур. — Ленинград: Машиностроение, 1983. — 62 с.
- Мазуров А. И., Блинов Н. Н. Системы прикладного телевидения. — Москва: Знание, 1987. — 62 с.[7]
- Мазуров А.И., Данилов В.А. Цифровое рентгенотелевидение. — Москва: Знание, 1990. — 62 с. — ISBN 5-07-001513-3.[8]
- Мазуров А. И. Зрение роботов: Цифровое зрение систем визуализации и роботов. — Знание, 1991. — 64 с. — ISBN 5-07-001972-4.[9]
- Мазуров А.И., Блинов Н.Н. Новые реальности в современной рентгенотехнике // Медицинская техника. — 2003. — № 5. — С. 3-6. — ISSN 0025-8075.
- Мазуров А.И., Потрахов Н.Н. Особенности микрофокусной рентгенографии в медицинской диагностике // Медицинская техника. — 2005. — № 5. — С. 6-9. — ISSN 0025-8075.
- Мазуров А.И., Элинсон М.Б., Вейп Ю.А., Борисов А.А. О двух технологиях построения цифровых приёмников рентгеновских изображений // Медицинская техника. — 2006. — № 5. — С. 7-10. — ISSN 0025-8075.
- Мазуров А.И., Потрахов Н.Н., Иванов С.А. Новые диагностические возможности микрофокусной рентгенографии // Петербургский журнал электроники. — 2008. — № 2. — С. 12-16.
- Мазуров А.И., Потрахов Н.Н. Возможности микрофокусной рентгенографии в медицине // Петербургский журнал электроники. — 2008. — № 2-3. — С. 142-146.
- Мазуров А.И. Параметры цифровых приёмников и качество изображения // Медицинская техника. — 2009. — № 5. — С. 4-6. — ISSN 0025-8075.
- Мазуров А.И. Сфера применения цифровых технологий в медицинской рентгенотехнике и их фундаментальные ограничения // Биотехносфера. — 2009. — № 1. — С. 25-29.
- Мазуров А.И. Последние достижения в цифровой рентгенотехнике // Медицинская техника. — 2010. — № 5. — С. 10-13. — ISSN 0025-8075.